# عزلة الخمس العدني (صنعاء)

تعديل مصدري - تعديل

عزلة الخُمُسْ العدني هي إحدى عزل مديرية سنحان وبني بهلول في محافظة صنعاء اليمنية ويبلغ تعداد سكانها 4421 نسمة حسب التعداد السكاني في اليمن لعام 2004. وتتكون العزلة من القرى التالية: جوب، قرينة، سخاليت، بيت وتر، الحصن.

## روابط خارجية
- الجهاز المركزي للإحصاء بالجمهورية اليمنية
- المركز الوطني للمعلومات باليمن
- World Gazetteer:Yemen
- الدليل الشامل